# 先知依撒意亚 (拉斐尔)
《先知依撒意亚》是意大利文艺复兴大师拉斐尔的一幅湿壁画，位于罗马 圣奥斯定圣殿。这幅画受到米开朗基罗在西斯廷小堂天花板上的作品《创世纪》 的影响。
来自卢森堡的戈里茨的约翰委托拉斐尔在圣奥斯定圣殿的一根柱子上绘制先知以赛亚的湿壁画。 他到达罗马不久，名字拉丁化为 Janus Corycius。 
传说戈里茨向米开朗基罗抱怨，说他为这幅壁画多付了钱，米开朗基罗回答说，“光是膝盖就值这个价钱。” 